# نطش مصري
النطش المصري أو نطش (الاسم العلمي: Crotalaria aegyptiaca) نوع نباتي من جنس النطش من الفصيلة البقولية.

## البيئة والانتشار
موطنه الأصلي بلاد الشام ومصر.

## مرادفات للاسم العلمي
- (باللاتينية: Crotalaria wissmannii O. Schwartz)